# Rumbombe

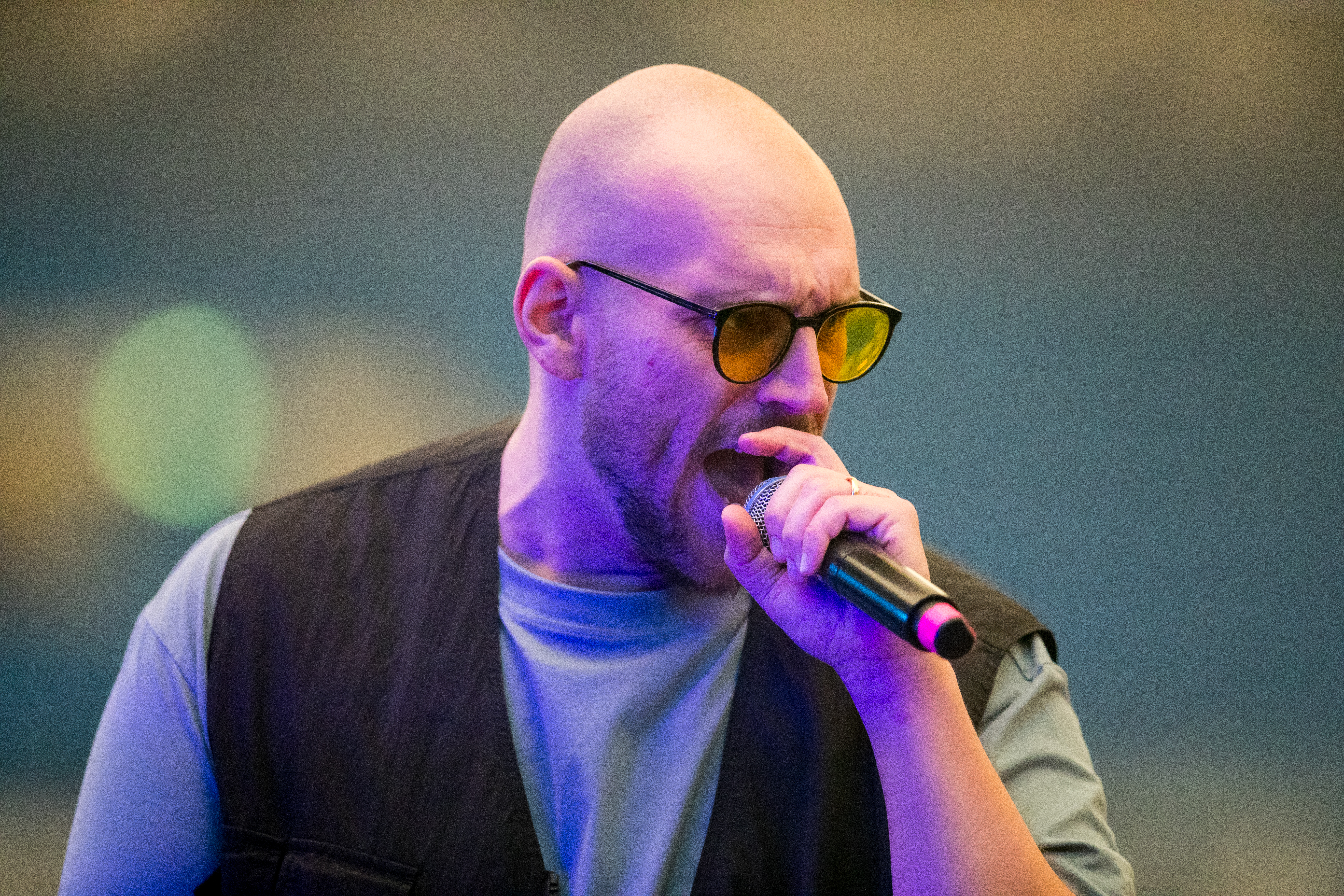
Rumbombe (2023)

Rumbombe (* 1990 in Mainz; mit bürgerlichem Namen: Robin Maximilian Mayer) ist ein deutscher Partyschlagersänger.

## Leben
Robin Maximilian Mayer, aufgewachsen in Nackenheim bei Mainz, begann sich mit Mein Block von Sido für die Musik und das Songwriting zu interessieren. Rapmusik war jahrelang ein wichtiger Begleiter. Die Reimketten und Lyrics in Raptexten faszinierten ihn und ließen ihn nach kurzer Zeit selbst Texte auf Deutsch verfassen. Kleinere Releases reichten dafür den Bekanntheitskreis in der Umgebung zu erweitern, aber seinen Platz in der Szene hat er nie gefunden. Die Sommer wurden auf dem Ballermann auf Mallorca verbracht, aber der Gedanke selbst Partyschlager zu produzieren kam ihm zunächst nicht. Beruflich begann er als Mediengestalter und Webdesigner zu arbeiten.
Erst 2020 mit dem 30. Geburtstag gab es eine kritische Wende in seinem Leben. Alles wurde hinterfragt und die Unzufriedenheit im Job wurde mit einer Kündigung firmenseits bestätigt. Diese einjährige Auszeit nahm er sich um zu erkennen, was er wirklich will. Seitdem nutzt er Instagram und TikTok dazu um die Leute zu unterhalten. Die Idee entstand durch einen Podcast über den Bierkönig, der ihm die Ballermann-Songs so auf die Stirn drückte, dass er sich dachte „Warum nicht selbst mal Ballermann-Songs schreiben. Ich kann das auf jeden Fall besser als alle da draußen“. Große Einflüsse waren die Songs Layla von DJ Robin und Schürze sowie Dicht im Flieger von Julian Sommer.
Im Juni 2022 wurde das Musiklabel Wird wild aus Berlin über TikTok auf ihn aufmerksam und boten ihm einen Plattenvertrag an. Die erste Single Zum Greifen nah mit Anstandslos & Durchgeknallt erschien im August 2022. Der Song belegte Platz 4 der deutschen Single-Trend-Charts am 19. August 2022. Sein erster Auftritt im Bierkönig fand im April 2023 statt. Es folgten Singles mit Micaela Schäfer und Mia Julia Brückner.
Sein erster großer Hit Hurensohn erschien 2025 und erreichte Platz 31 der deutschen Charts. Während der 2025er Ballermann-Saison wechselte er vom Bierkönig zum Megapark. Nach einem schweren Autounfall Ende Juni, bei der er sich eine Platzwunde und einen Armbruch zuzog, war er gezwungen, alle Auftritte abzusagen.

## Diskografie

### Singles
- 2022: Zum Greifen nah (mit Anstandslos & Durchgeknallt; #4 der deutschen Single-Trend-Charts am 19. August 2022)
- 2022: Micaela (mit Micaela Schäfer)
- 2023: Mallorca mein Zuhause (mit Mia Julia und Skatschie)
- 2023: Sauf die Insel leer
- 2023: Mallelele (mit Mia Julia)
- 2023: Hotelzimmer (mit Frenzy)
- 2024: Ameise (mit Frenzy)
- 2024: Boom Shakalaka
- 2024: Ein Leben lang (mit Julian Sommer)
- 2024: Wie geil (mit HerzogTV)
- 2024: Billiger Wein (mit Frenzy)
- 2024: Ikarus (mit Malle Anja)
- 2025: Hurensohn